# Anne McLaughlin

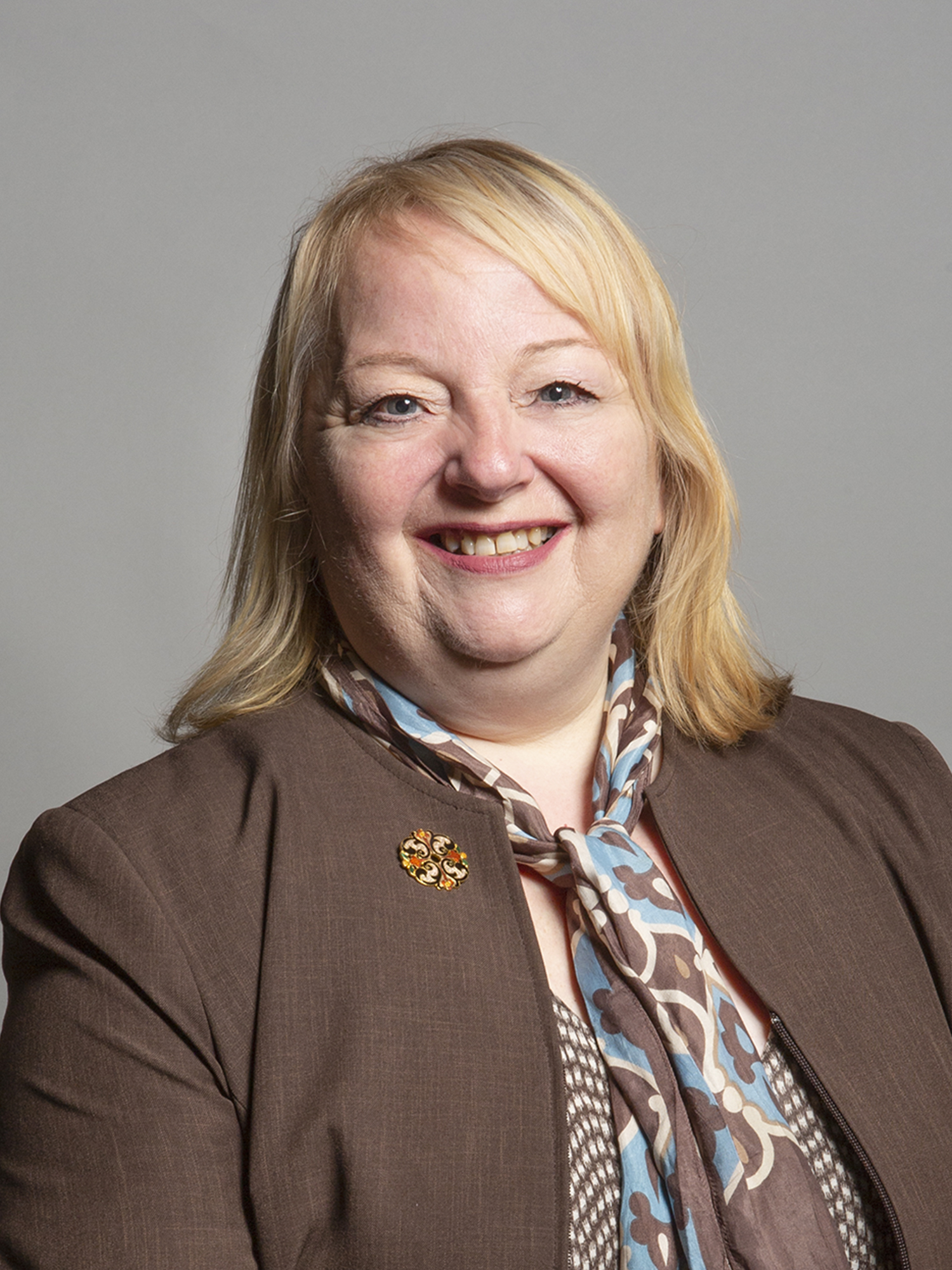
Anne McLaughlin, 2019

Anne McLaughlin (* 8. März 1966 in Greenock) ist eine schottische Politikerin und Mitglied der Scottish National Party (SNP).

## Leben
McLaughlin besuchte die Port Glasgow High School und studierte anschließend an der Universität Glasgow sowie an der Royal Scottish Academy of Music and Drama. Anschließend leitete sie Theatergruppen in sozialen Brennpunkten und war dann für eine gemeinnützige Organisation für Taubblinde tätig. Sie organisierte außerdem das Spendenwesen von Cancer Research UK und half nach dem Tsunami 2004 beim Wiederaufbau der Wirtschaft Sri Lankas.

## Politischer Werdegang
McLaughlin ist bereits seit Ende der 1980er Jahre aktives Mitglied der SNP. Erstmals trat sie für ihre Partei bei den Stadtratswahlen in Glasgow 1999 an, wurde jedoch nicht gewählt. Bei den Unterhauswahlen 2001 bewarb sie sich um das Direktmandat des Wahlkreises Glasgow Rutherglen. Sie erhielt mit 14,2 % den zweitgrößten Stimmenanteil, unterlag aber dem Labour-Kandidaten Thomas McAvoy deutlich. 2003 kandidierte sie bei den Schottischen Parlamentswahlen im Wahlkreis Glasgow Rutherglen, erhielt aber nur die dritthöchste Stimmenanzahl. Ebenso verpasste McLaughlin 2007 das Direktmandat des Wahlkreises Glasgow Springburn. Als ihr Parteikollege Bashir Ahmad 2009 verstarb, rutschte McLaughlin als Nachfolgende auf der Regionalwahlliste der SNP für die Wahlregion Glasgow nach und zog am 9. Februar 2009 erstmals in das Schottische Parlament ein. Zuvor war sie als politische Beraterin für den Abgeordneten Bob Doris tätig gewesen. Bei den Schottischen Parlamentswahlen 2011 konnte McLaughlin in ihrem Glasgow Provan nur den zweiten Platz hinter Paul Martin erreichen und schied folglich zum Ende der Legislaturperiode aus dem Parlament aus.
Nach dem Tod des Unterhausabgeordneten David Cairns wurden im Juni 2011 Neuwahlen im Wahlkreis Inverclyde angesetzt, zu denen McLaughlin antrat. Sie konnte zwar den Stimmenanteil für die SNP deutlich steigern, unterlag jedoch trotzdem dem Labour-Politiker Iain McKenzie deutlich. Bei den Unterhauswahlen 2015 kandidierte McLaughlin für die SNP im Wahlkreis Glasgow North East. Am Wahltag konnte sie sich gegen den amtierenden Labour-Politiker Willie Bain durchsetzen und zog in der Folge erstmals in das House of Commons ein. Mit Stimmverlusten schied sie bei den vorgezogenen Unterhauswahlen 2017 aus dem Parlament aus. Sie unterlag dem Labour-Kandidaten Paul Sweeney mit einer Differenz von nur 242 Stimmen.